# Marjorie Ozanne
Marjorie Ozanne (1897-1973) est une écrivaine de Guernesey qui écrit en langue guernesiaise.
Marjorie Ozanne publie de nombreux récits au cours des années 1920 dans le journal La Gazette de Guernesey. Elle continue à publier d'autres textes dans le quotidien Guernsey Evening Press entre 1949 et 1965. 
Pendant plus de trente ans, elle se voue à sa deuxième passion, le secours et la protection des oiseaux. Elle crée un hôpital pour les oiseaux.